# La Frénaye
La Frénaye ist eine französische Gemeinde mit 2.079 Einwohnern (Stand: 1. Januar 2022) im Département Seine-Maritime in der Region Normandie. Sie gehört zum Arrondissement Le Havre und zum Kanton Port-Jérôme-sur-Seine (bis 2015: Kanton Lillebonne).

## Geographie
La Frénaye liegt etwa 34 Kilometer östlich von Le Havre. Es wird umgeben von den Nachbargemeinden Lintot im Norden, Auberville-la-Campagne im Nordosten, Touffreville-la-Cable im Osten, Notre-Dame-de-Gravenchon im Süden sowie Lillebonne im Westen.

## Geschichte
Der Ort liegt an der alten Römerstraße von Juliabona (Lillebonne) nach Rotomagus (Rouen).

## Bevölkerungsentwicklung
| 1962                      | 1968 | 1975 | 1982 | 1990 | 1999 | 2006 | 2012 |
| ------------------------- | ---- | ---- | ---- | ---- | ---- | ---- | ---- |
| 683                       | 709  | 1080 | 1210 | 1536 | 1566 | 1695 | 2032 |
| Quelle: Cassini und INSEE |      |      |      |      |      |      |      |

## Sehenswürdigkeiten
- Kirche Saint-Jacques von La Frénaye aus dem 16. Jahrhundert
- Schloss Freneuse
- altes Herrenhaus

## Gemeindepartnerschaften
Mit der britischen Gemeinde South Wonston in Hampshire (England) und mit der deutschen Gemeinde Rettenberg in Bayern bestehen Partnerschaften.